# Asymbius marginatus
Asymbius marginatus is een keversoort uit de familie zwamkevers (Endomychidae). De wetenschappelijke naam van de soort werd in 1926 gepubliceerd door Gilbert John Arrow.